# Coishco

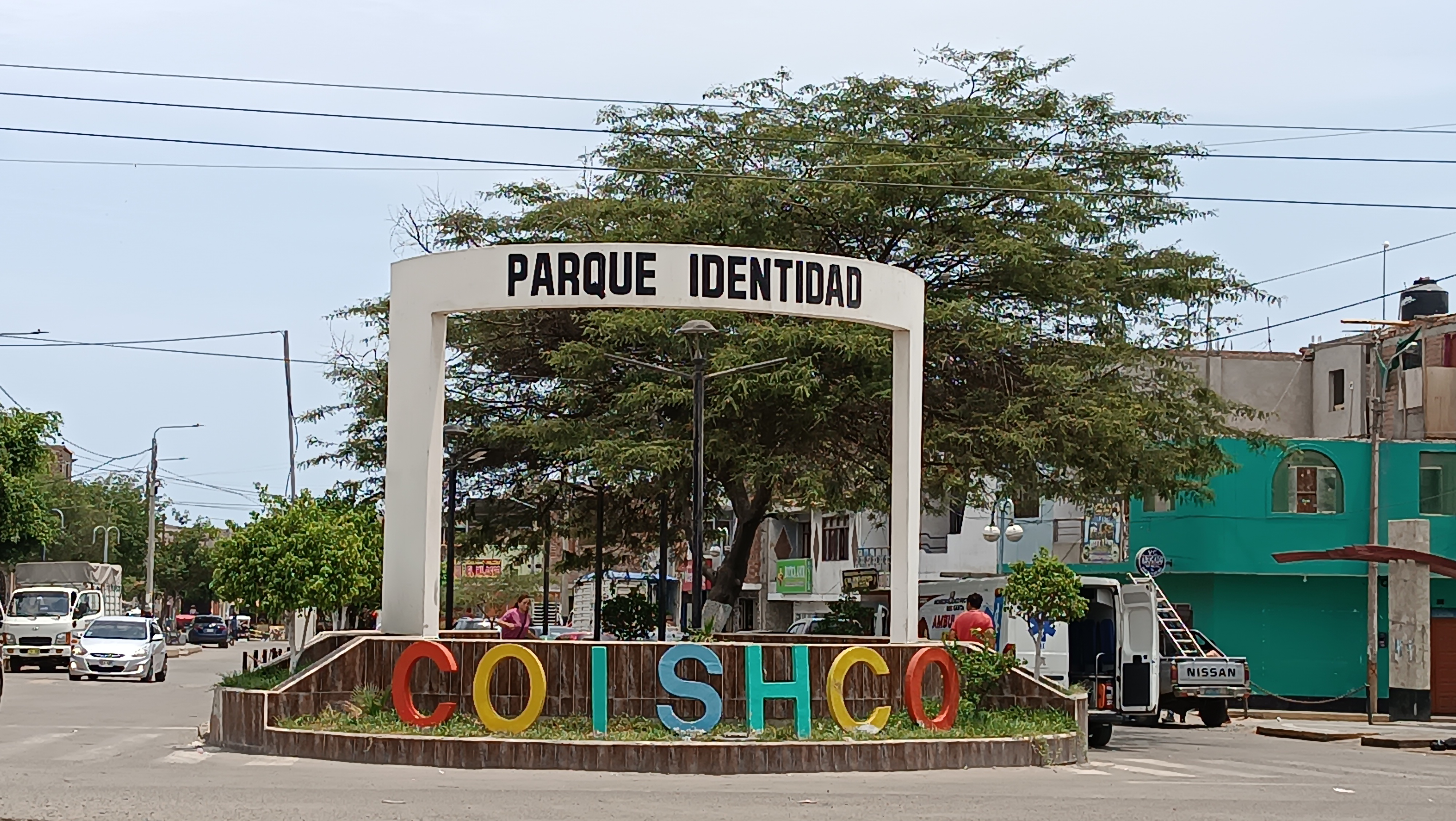
Parque Identidad, ubicado en Coishco, Áncash

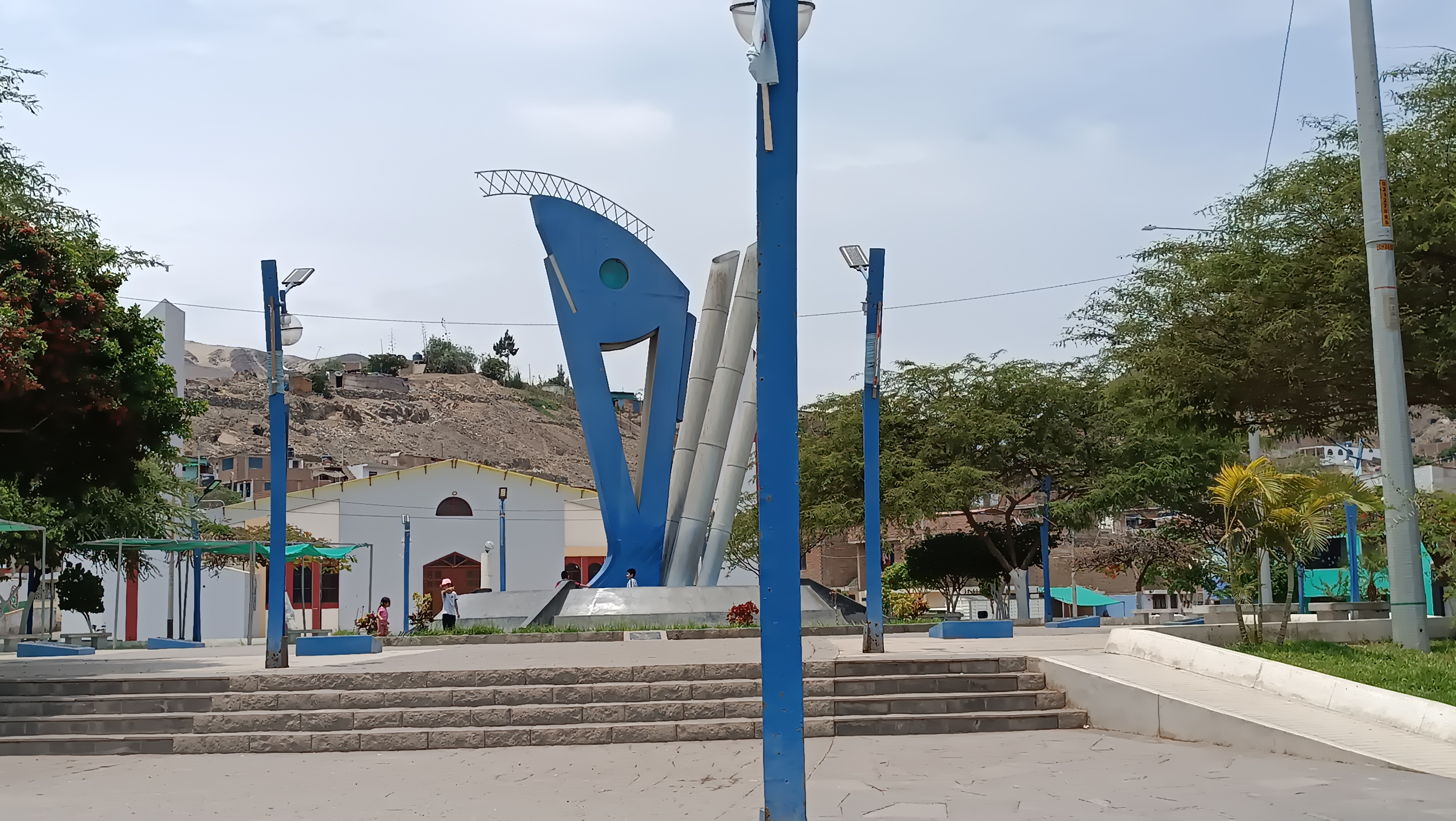
Plaza de Coishco. Áncash, Perú.

Coishco (pronunciado [ˈkoʃ.ko]) es un pueblo, puerto marítimo y polígono industrial de la costa norcentral del Perú ubicado a 473 km al norte de Lima, en el departamento de Áncash. Es la única población y la capital del distrito homónimo de la provincia del Santa. Este distrito está separado del distrito de Chimbote por una hilera de cerros de baja altitud al sur y sureste; colinda al norte, noreste y este con el distrito de Santa y finalmente por el oeste con la bahía de Coishco (Océano Pacífico). Coishco es sede de un importante número de industrias pesqueras.

## Etimología
No es posible establecer el significado de 'coishco', ni siquiera el idioma del cual procede. El experto Torero de Córdova dice: 

"En el estado actual de los estudios, no es posible qué idioma o qué idiomas no quechuas hablaban en Huarmey («yunga» de Mogrovejo) y, más ampliamente , en la franja costeña de Áncash, en la cual muy pocos empleaban la «lengua general del Inga»; es probable que por la costa ancashina se prolongase la quingnam, a la que Calancha hace llegar incluso hasta Lima, en la costa central peruana, tal vez en este caso como una de las lenguas de relación suprarregional"
Alfredo Toreo: Idiomas de los Andes. Lingüística e Historia (2003)

## Ubicación y geografía
Está ubicado en la costa norcentral del Perú, y limita con Chimbote por el sur y con el distrito de Santa por el norte.
- Altitud máxima: 157 metros.
- Altitud media : 15 metros
- Latitud: 09º 01' 23" S
- Longitud: 078º 36' 56" O

## Economía
La base de la actividad económica es la pesca y las actividades derivadas de ésta, así como también la agricultura y el comercio.